# Джвари (город)
Джва́ри (груз. ჯვარი — «крест») — город на западе Грузии, край Самегрело-Верхняя Сванетия.
Расположен на реке Ингури, конечная железнодорожная станция на ветке от Зугдиди (в 28 км).
Близ Джвари — Ингурская ГЭС. Добыча мрамора.
В советское время в Джвари работала чайная фабрика.

## Топографические карты
- Лист карты K-38-37 Джвари. Масштаб: 1 : 100 000. Состояние местности на 1987 год. Издание 1989 г.

## Известные люди
В Джвари родился и похоронен Мелитон Кантария — участник водружения Знамени Победы над Рейхстагом 1 мая 1945 г.